# Boonea seminuda
Boonea seminuda är en snäckart som först beskrevs av C. B. Adams 1839.  Boonea seminuda ingår i släktet Boonea och familjen Pyramidellidae. Inga underarter finns listade i Catalogue of Life.